# Obeniże (przystanek kolejowy)
Obeniże (ukr. Обенижі, ros. Обенижи) – przystanek kolejowy w miejscowości Obeniże, w rejonie kowelskim, w obwodzie wołyńskim, na Ukrainie. Leży na linii Lwów – Sapieżanka – Kowel.